# Adalbert Krueger

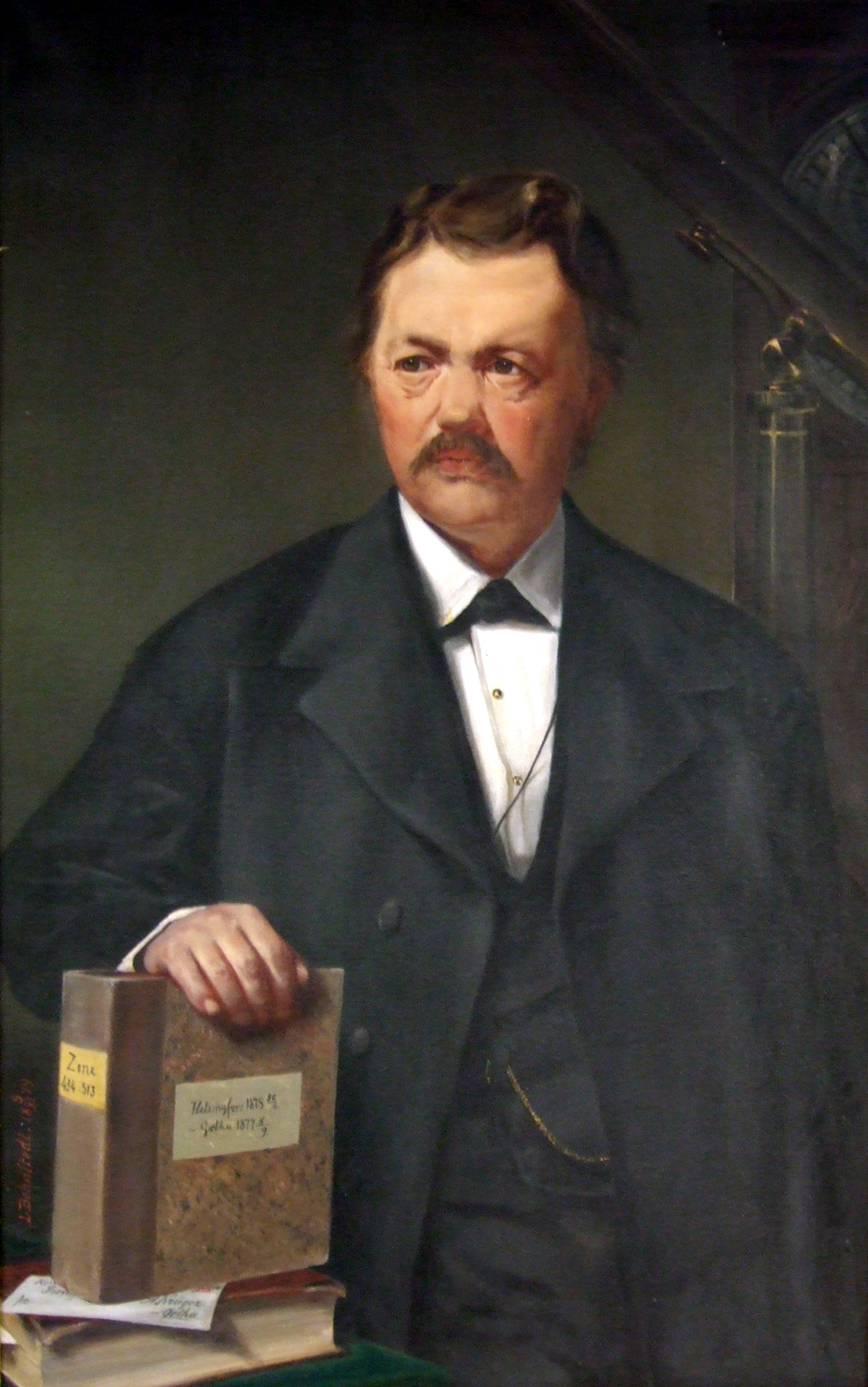
Adalbert Krueger

Karl Nikolaus Adalbert Krueger, auch Adalbert Krüger (* 9. Dezember 1832 in Marienburg; † 21. April 1896 in Kiel) war ein deutscher Astronom.

## Leben
Krueger studierte in Berlin, wo er Mitglied des Corps Marchia war. Seine wissenschaftliche Laufbahn begann er 1853 als Assistent und Observator an der Sternwarte in Bonn, wo er an der von F. W. A. Argelander begonnenen Bonner Durchmusterung des Sternhimmels mitarbeitete. Er erhielt eine Professur für Astronomie.
1862 wurde er an die Sternwarte Helsingfors berufen, die er bis 1876 leitete. Hier beteiligte er sich ab 1869 an dem Zonenunternehmen der Astronomischen Gesellschaft, der Vermessung aller Sterne eines bestimmten Himmelsbereiches. Krueger übernahm die Zonenbeobachtungen zwischen dem 55. und 65. Grad nördlicher Deklination. Dazu setzte er ein achtfüßiges Reichenbachsches Passageinstrument ein.
1876 folgte er einem Ruf als Nachfolger Peter Andreas Hansens an die seit dessen Tod 1874 verwaiste Sternwarte Gotha. Er konnte dazu sein bisher benutztes Instrument mitbringen und in die noch relativ neue Sternwarte in der Jägerstraße einbauen. Von 1877 bis 1878 wurde er durch den ebenfalls aus Helsingfors kommenden Assistenten Anders Severin Donner unterstützt, der anschließend von Leo de Ball abgelöst wurde.
In der Sternwarte Gotha wurde nun intensiv beobachtet und die Ergebnisse später als Catalog von 14 480 Sternen zwischen 54° 55' und 65° 10' nördlicher Declination und in den beiden Bänden Zonenbeobachtungen der Sterne zwischen 55 und 65 Grad nördlicher Declination angestellt an den Sternwarten zu Helsingfors und Gotha. Helsingfors 1883 und 1885 veröffentlicht.
Krueger wurde 1879 zum Vorsitzenden der Astronomischen Gesellschaft gewählt. 1880 wählte man ihn zum Mitglied der Royal Astronomical Society in London. Im Jahr 1882 wurde er zum Mitglied der Leopoldina gewählt. Seit 1877 war er ordentliches Mitglied der Königlich Sächsischen Gesellschaft der Wissenschaften zu Leipzig und seit 1887 korrespondierendes Mitglied der Preußischen Akademie der Wissenschaften.
1880 verließ Krueger Gotha mit dem Hinweis, dort mit dem geringen Gehalt nicht ausgekommen zu sein. Er wurde Professor für Astronomie an der Universität Kiel und Direktor der dortigen Sternwarte. Hier setzte er die Herausgabe der Astronomischen Nachrichten, eine der seinerzeit führenden Fachzeitschriften für Astronomie, fort.
Er starb am 21. April 1896 in Kiel.
Verheiratet war er mit Marie Argelander (1826–1917), der Tochter des Astronomen Friedrich Argelander. Ihre gemeinsame Tochter Else (1861–1940) heiratete den Astronomen Heinrich Kreutz.